# 409 (číslo)
Čtyři sta devět je přirozené číslo. Následuje po číslu čtyři sta osm a předchází číslu čtyři sta deset. Římskými číslicemi se zapisuje CDIX a řeckými číslicemi υθ.

## Matematika
409 je:
- Deficientní číslo
- Prvočíslo
- Šťastné číslo

## Astronomie
- (409) Aspasia je planetka hlavního pásu, kterou objevil v roce 1895 Auguste Charlois

## Roky
- 409
- 409 př. n. l.